# Glenea magdelainei
Glenea magdelainei är en skalbaggsart som beskrevs av Maurice Pic 1943. Glenea magdelainei ingår i släktet Glenea och familjen långhorningar.
Artens utbredningsområde är Laos. Inga underarter finns listade i Catalogue of Life.